# Jerzy (Rempelos)
Jerzy, imię świeckie Jeorjos Rempelos (ur. 1963 w Kastelli) – grecki duchowny prawosławny, od 2016 metropolita Karpenisionu.

## Życiorys
Święcenia diakonatu przyjął 7 września 1994, a prezbiteratu dzień później. Chirotonię biskupią otrzymał 12 marca 2016.